# Волькс
Волькс (фр. Volx, окс. Vòus) — коммуна во Франции, находится в регионе Прованс — Альпы — Лазурный Берег. Департамент коммуны — Альпы Верхнего Прованса. Входит в состав кантона Северный Маноск. Округ коммуны — Форкалькье.
Код INSEE коммуны — 04245.

## Население
Население коммуны на 2008 год составляло 2887 человек.
| 1962 | 1968 | 1975 | 1982 | 1990 | 1999 | 2008 |
| ---- | ---- | ---- | ---- | ---- | ---- | ---- |
| 1334 | 1902 | 2026 | 2185 | 2516 | 2690 | 2887 |

## Климат
Климат средиземноморский, лето жаркое и сухое, зимой прохладно, часто бывают заморозки.
| Показатель                     | Янв. | Фев. | Март | Апр. | Май  | Июнь | Июль | Авг. | Сен. | Окт. | Нояб. | Дек. | Год  |
| ------------------------------ | ---- | ---- | ---- | ---- | ---- | ---- | ---- | ---- | ---- | ---- | ----- | ---- | ---- |
| Средний максимум, °C           | 8,6  | 10,9 | 15,4 | 16,9 | 21,4 | 25,8 | 29,3 | 28,9 | 24,0 | 18,5 | 12,7  | 9,3  | 18,5 |
| Средняя температура, °C        | 4,3  | 6,2  | 8,2  | 11,1 | 15,1 | 19,3 | 22,4 | 22,0 | 18,0 | 13,4 | 8,2   | 5,2  | 12,8 |
| Средний минимум, °C            | −0,0 | 0,5  | 3,0  | 5,4  | 8,9  | 12,8 | 15,4 | 15,2 | 12,0 | 8,2  | 3,8   | 1,1  | 7,2  |
| Норма осадков, мм              | 27   | 25   | 24   | 44   | 40   | 28   | 21   | 33   | 46   | 54   | 53    | 31   | 426  |
| Источник: Relevé météo de Volx |      |      |      |      |      |      |      |      |      |      |       |      |      |

## Экономика
В 2007 году среди 1815 человек в трудоспособном возрасте (15—64 лет) 1283 были экономически активными, 532 — неактивными (показатель активности — 70,7 %, в 1999 году было 69,6 %). Из 1283 активных работали 1167 человек (632 мужчины и 535 женщин), безработных было 116 (50 мужчин и 66 женщин). Среди 532 неактивных 139 человек были учениками или студентами, 225 — пенсионерами, 168 были неактивными по другим причинам.

## Достопримечательности
- Замок (XII—XIII века)
- Замок Сен-Клеман (XVII век)
- Старые печи для обжига извести, были восстановлены в 1980 году
- Приходская церковь Сен-Виктуар (1648 год)

## Города-побратимы
- Шатель-Сен-Дени (Швейцария) с 1967 года

## Фотогалерея
- Волькс
- Военный мемориал
- Церковь Сен-Виктуар
- Мэрия